# Azeddine Habz
Azeddine Habz, né le 19 juillet 1993 à Oulad Nacer au Maroc, est un athlète français, spécialiste des courses de fond et de demi-fond, détenteur depuis 2025 du record de France du 1 500 mètres.

## Biographie

### Enfance et débuts en athlétisme
Fils d'agriculteur, Azeddine Habz a grandi au pied des montagnes de l'Atlas. Il participe à sa première course à l'âge de 13 ans, dans sa ville : Souk Sebt. En 2012, Azeddine arrive en France pour rejoindre une partie de sa famille à Villeneuve-la-Garenne (92) et poursuivre ses études de sociologie à l'Université Paris 8. Il réside alors à Pierrefitte-sur-Seine (93) et s'entraîne dans son club formateur, de proximité jusqu'en 2019 : Pierrefitte Multi-Athlon Villetaneuse. À ses débuts, coureur occasionnel, il a un niveau régional et enchaîne les courses sur route (10 km, semi-marathon) et les cross durant l'hiver.
Durant l'hiver 2017-2018, il est vainqueur du Championnat de France de cross courtorganisé à Plouay (Morbihan), étant de nationalité marocaine à l'époque, il ne remportera pas le titre.
Naturalisé en août 2018, il remporte en octobre son premier titre national : les championnats de France de semi-marathon,.
En 2019, Azeddine Habz décroche sa première sélection en équipe de France pour les championnats d'Europe de cross organisés le 8 décembre 2019 à Lisbonne.

### Participation aux Jeux olympiques (2021)
Licencié au club Val d'Europe Athlétisme Montévrain depuis janvier 2021, il améliore son record personnel en 3 min 31 s 74 au Meeting Diamond League de Monaco (9 juillet) et devient alors le quatrième meilleur performeur français de tous les temps.
Après avoir réalisé les minimas olympiques en 3 min 34 s 68 (fixés à 3 min 35 s 00), il participe en 2021 aux Jeux olympiques de Tokyo dans l'épreuve du 1 500 m. Il passe les séries et se hisse jusqu'en demi-finale.
En décembre 2021, il est vice-champion d'Europe du relais mixte aux championnats d'Europe de cross-country 2021 à Dublin et décroche sa première médaille internationale collective.

### Titre aux Jeux méditerranéens (2022)

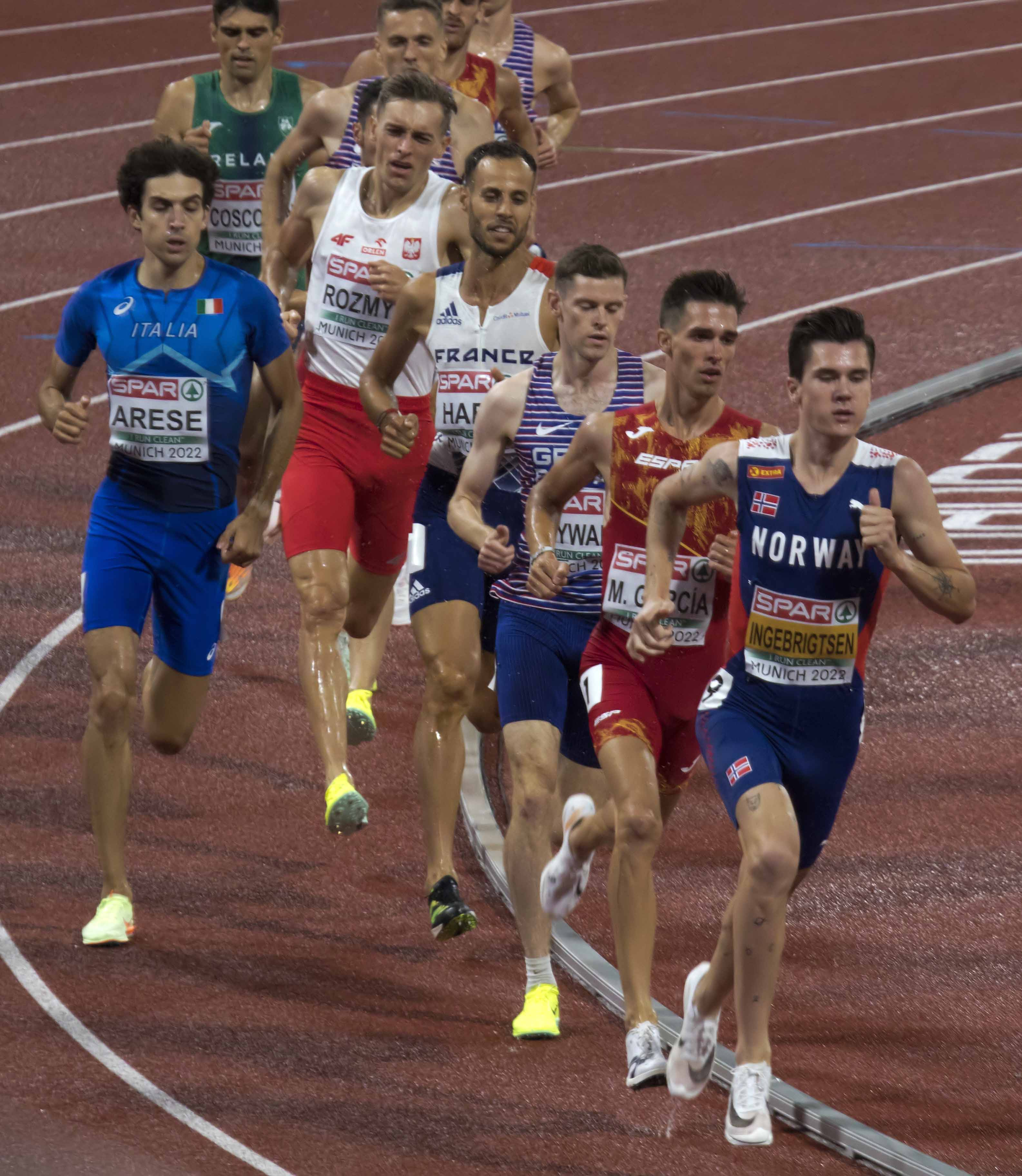
Séries du 1 500 m lors des championnats d'Europe 2022.

Au meeting en salle New Balance Grand Prix, habituellement tenu à Boston mais délocalisé à New York, il se classe à la 8e place du 3000 mètres en 7 min 43 s 33, établissant son nouveau record personnel. Le même mois, en 4 min 57 s 22, il s'empare de la meilleure performance française de l'histoire sur 2000 mètres détenue jusque-là par Bouabdellah Tahri depuis 2006 (4 min 59 s 84) en se classant troisième du meeting en salle de Liévin remporté par Samuel Zeleke.
Il remporte la médaille d'or sur 1 500 mètres, aux Jeux méditerranéens de 2022, organisés à Oran le 2 juillet 2022, sa première médaille internationale individuelle.
Il est médaillé de bronze du relais mixte des Championnats d'Europe de cross-country 2022 à Turin.

### Médaille de bronze aux championnats d'Europe en salle (2023)
Vainqueur du 1 500 m des Championnats de France d'athlétisme en salle 2023 à Aubière, il participe aux championnats d'Europe en salle d'Istanbul et monte sur la troisième marche du podium, devancé par le Norvégien Jakob Ingebrigtsen et le Britannique Neil Gourley.
Le 9 juin 2023, lors du Meeting de Paris, il se classe sixième du 800 m. En 1 min 43 s 90, il réalise un nouveau record personnel et devient le 4e performeur français de tous les temps. Une semaine plus tard, le 15 juin 2023 au meeting d'Oslo, profitant de l'aspiration de Jakob Ingebrigtsen qui signe un novueau record d'Europe, Azeddine Habz établit le temps de 3 min 29 s 26 sur 1 500 m et devient le deuxième athlète français après Mehdi Baala à descendre sous les 3 min 30 s sur cette distance.
Fin juillet, il remporte le titre du 1 500 mètres des championnats de France 2023 à Albi. Il participe aux championnats du monde de Budapest et se classe 11e de la finale après avoir craqué dans la dernière ligne droite.
Le 16 septembre 2023 en finale de la Ligue de diamant à Eugene, il bat le record de France du mile en 3 min 48 s 64.

### Records de France
Le 10 février 2024, il bat le record de France du 1500 mètres en salle en 3 min 34 s 39, ce record était détenu depuis 2009 par Mehdi Baala. Blessé au mollet, il déclare forfait pour les championnats du monde en salle. Pour sa rentrée, le 19 mai 2024 à l'occasion du Meeting international Mohammed-VI à Marrakech, Azeddine Habz remporte son premier meeting Ligue de diamant en s'imposant sur 1 500 m dans le temps de 3 min 32 s 86.
Le 31 mai 2024, la Fédération française d'athlétisme commet une erreur administrative en omettant d'inclure Azeddine Habz dans la liste des engagés pour les championnats d'Europe 2024 tout comme le coureur de fond Simon Bédard, les empêchant de participer à cette compétition. L'Association européenne d'athlétisme, qui refusait dans un premier temps de réintégrer ces deux athlètes dans ses listes d'engagés, revient sur sa décision le 3 juin et les autorisent à participer à ces championnats.
Le 20 juin 2025, il remporte le 1500 mètres du meeting de Paris (Ligue de diamant), en établissant le record de France avec un chrono de 3'2749, surpassant celui de Mehdi Baala établi en 2003 (3'28''98), devenant à cette occasion le sixième performeur mondial de l'histoire sur la distance.

## Palmarès

### International
| Date | Évènement                      | Lieu      | Place | Épreuve      | Temps         |
| ---- | ------------------------------ | --------- | ----- | ------------ | ------------- |
| 2021 | Championnats d'Europe de cross | Dublin    | 2e    | Relais mixte | 18 min 5 s    |
| 2022 | Jeux Méditerranéens            | Oran      | 1er   | 1 500 m      | 3 min 41 s 65 |
| 2022 | Championnats d'Europe          | Munich    | 10e   | 1 500 m      | 3 min 40 s 92 |
| 2022 | Championnats d'Europe de cross | Turin     | 3e    | Relais mixte | 17 min 31 s   |
| 2023 | Championnats d'Europe en salle | Istanbul  | 3e    | 1 500 m      | 3 min 35 s 39 |
| 2023 | Championnats du monde          | Budapest  | 11e   | 1 500 m      | 3 min 33 s 14 |
| 2024 | Championnats d'Europe          | Rome      | 7e    | 1 500 m      | 3 min 33 s 70 |
| 2025 | Championnats d'Europe en salle | Apeldoorn | 2e    | 1 500 m      | 3 min 36 s 92 |
| 2025 | Championnats d'Europe en salle | Apeldoorn | 3e    | 3 000 m      | 7 min 50 s 48 |

### Résultats enLigue de Diamant
| Date              | Meeting                             | Ville     | Epreuve | Place | Temps          |
| ----------------- | ----------------------------------- | --------- | ------- | ----- | -------------- |
| 9 juillet 2021    | Meeting Herculis                    | Monaco    | 1 500m  | 8e    | 3 min 31 s 74  |
| 5 juin 2022       | Meeting Mohammed VI                 | Rabat     | 1 500m  | 15e   | 3 min 41 s 22  |
| 28 mai 2023       | Meeting Mohammed VI                 | Rabat     | 1 500m  | 4e    | 3 min 33 s 90  |
| 9 juin 2023       | Meeting de Paris                    | Paris     | 800m    | 7e    | 1 min 43 s 90  |
| 15 juin 2023      | Bislett Games                       | Oslo      | 1 500m  | 6e    | 3 min 29 s 26  |
| 16 juillet 2023   | Silesia Kamila Skolimowska Memorial | Chorzów   | 1 500m  | 9e    | 3 min 31 s 61  |
| 23 juillet 2023   | London Athletics Meet               | Londres   | 1 500m  | 9e    | 3 min 31 s 58  |
| 31 août 2023      | Weltklasse                          | Zürich    | 1 500m  | 5e    | 3 min 31 s 36  |
| 16 septembre 2023 | Prefontaine Classic                 | Eugene    | Mile    | 8e    | 3 min 48 s 6 4 |
| 19 mai 2024       | Meeting Mohammed VI                 | Rabat     | 1 500m  | 1er   | 3 min 32 s 86  |
| 30 mai 2024       | Bislett Games                       | Oslo      | 1 500m  | 3e    | 3 min 30 s 80  |
| 7 juillet 2024    | Meeting de Paris                    | Paris     | 800m    | 8e    | 1 min 43 s 79  |
| 12 juillet 2024   | Meeting Herculis                    | Monaco    | 1 500m  | 8e    | 3 min 31 s 79  |
| 22 août 2024      | Atletissima                         | Lausanne  | 1 500m  | 7e    | 3 min 31 s 89  |
| 5 septembre 2024  | Weltklasse                          | Zürich    | 1 500m  | 7e    | 3 min 32 s 39  |
| 13 septembre 2024 | Memorial van Damme                  | Bruxelles | 1 500m  | 4e    | 3 min 31 s 97  |
| 25 mai 2025       | Meeting Mohammed VI                 | Rabat     | 1 500m  | 4e    | 3 min 32 s 25  |
| 6 juin 2025       | Golden Gala                         | Rome      | 1 500m  | 1er   | 3 min 29 s 72  |
| 5 juillet 2025    | Prefontaine Classic                 | Eugene    | Mile    | 3e    | 3 min 46 s 65  |

### National
| Année | Évènement                               | Épreuve      | Place | Lieu          | Temps           |
| ----- | --------------------------------------- | ------------ | ----- | ------------- | --------------- |
| 2018  | Championnats de France de Cross-country | Cross court  | 1er   | Plouay        | 14 min 6 s      |
| 2018  | Championnats de France de 10 km         | 10 km        | 3e    | Liévin        | 30 min 10 s     |
| 2018  | Championnats de France Elite            | 5 000 m      | 3e    | Obernai       |                 |
| 2018  | Championnats de France Relais           | Medley long  | 1er   | Saint-Omer    |                 |
| 2018  | Championnats de France de Semi-Marathon | 1/2 marathon | 1er   | Saint-Omer    | 1 h 5 min 0 s s |
| 2019  | Championnats de France Elite            | 5 000 mètres | 2e    | Saint-Étienne | 14 min 12 s 28  |
| 2020  | Championnats de France en salle         | 3 000 mètres | 1er   | Liévin        | 7 min 57 s 20   |
| 2022  | Championnats de France en salle         | 1 500 mètres | 1er   | Miramas       | 3 min 41 s 77   |
| 2022  | Championnats de France Elite            | 1 500 mètres | 1er   | Caen          | 3 min 40 s 25   |
| 2023  | Championnats de France en salle         | 1 500 mètres | 1er   | Aubière       | 3 min 40 s 93   |
| 2023  | Championnats de France de Cross-country | Cross court  | 1er   | Carhaix       | 14 min 18 s     |
| 2023  | Championnats de France Elite            | 1 500 mètres | 1er   | Albi          | 3 min 40 s 20   |
| 2024  | Championnats de France en salle         | 1 500 mètres | 1er   | Miramas       | 3 min 38 s 07   |
| 2024  | Championnats de France Elite            | 1 500 mètres | 3e    | Angers        | 3 min 43 s 99   |
| 2025  | Championnats de France en salle         | 3 000 mètres | 1er   | Miramas       | 7 min 54 s 88   |
| 2025  | Championnats de France Elite            | 1 500 mètres | 1er   | Talence       | 3 min 33 s 33   |

## Records

### Records personnels
| Épreuve       | Temps              | Lieu           | Date                |              |
| En plein air  | En plein air       | En plein air   | En plein air        | En plein air |
| ------------- | ------------------ | -------------- | ------------------- | ------------ |
| 800 mètres    | 1 min 43 s 79      | Paris          | 7 juillet 2024      |              |
| 1 000 mètres  | 2 min 22 s 34      | Vernon         | 25 août 2020        |              |
| 1 500 m       | 3 min 27 s 49 (NR) | Paris          | 20 juin 2025        |              |
| Mile          | 3 min 46 s 65 (NR) | Eugene         | 5 juillet 2025 (NR) |              |
| 5 000 mètres  | 13 min 38 s 00     | Oordegem       | 25 mai 2019         |              |
| 5 kilomètres  | 13 min 43 s        | Monaco         | 16 février 2020     |              |
| 10 kilomètres | 27 min 44 s        | Nice           | 5 janvier 2025      |              |
| Semi-marathon | 1 h 4 min 53 s     | Ústí nad Labem | 19 septembre 2020   |              |
| En salle      |                    |                |                     |              |
| 800 mètres    | 1 min 46 s 85      | Gand           | 15 février 2023     |              |
| 1 500 m       | 3 min 32 s 24 (NR) | New York       | 8 février 2025      |              |
| Mile          | 3 min 47 s 56      | New York       | 8 février 2025      |              |
| 2 000 m       | 4 min 57 s 22 (NR) | Liévin         | 17 février 2022     |              |
| 3 000 m       | 7 min 31s 50       | Boston         | 2 février 2025      |              |

### Meilleures performances par année
| Année | 800 m         | 1 500 m       | Mile          |
| ----- | ------------- | ------------- | ------------- |
| 2018  | 1 min 51 s 82 | —             | —             |
| 2019  | 1 min 49 s 79 | 3 min 38 s 11 | —             |
| 2020  | —             | 3 min 35 s 87 | —             |
| 2021  | 1 min 46 s 20 | 3 min 31 s 74 | —             |
| 2022  | —             | 3 min 35 s 05 | 3 min 57 s 76 |
| 2023  | 1 min 43 s 90 | 3 min 29 s 26 | 3 min 48 s 64 |